# Tito Biel
Tito Biel Chuor (auch: Chol, Chor) war ein hochrangiger Kommandant der South Sudan Defence Forces (SSDF) während des Sezessionskriegs im Südsudan (1983–2005).

## Leben
Tito Biel gehört zur Sippe der Dok der Nuer. Er war ursprünglich in der Sudan People’s Liberation Army (SPLA) aktiv, schloss sich aber 1991 der Splittergruppe von Riek Machar an.
Er folgte Riek Machar, als dieser sich 1997 mit der Regierung des Sudan aussöhnte und schloss sich der SSDF an.
Als Major General führte Tito Biel die Einheiten der SSDF forces 1998/1999 in Gefechten mit den Sudan Armed Forces (SAF) und Milizen unter Major General Paulino Matiep.
Ab April 1999 kooperierten Tito Biels SSDF-Einheiten in Western Upper Nile wieder mit den Truppen der Sudan People’s Liberation Army (SPLA) aus Bahr el Ghazal, welche vor allem Waffen bereitstellten.
Tito Biel wurde durch Paulino Matieps Einheiten aus Leer vertrieben und bei seiner Ankunft in Yirol Anfang Mai 1999 erklärte er formell, er habe sich der SPLA angeschlossen, zusammen mit seinen Offizieren und Männern.
Nach dem September 1999 koordinierte er sich mehrere Monate lang mit Kommandant Peter Gadet bei Attacken auf verschiedene Ziele der Öl-Förderung im Unity State. Gadet hatte sich ebenfalls aus der SSDF zurückgezogen, nachdem er davor gegen Tito Biel um die Kontrolle des Block 5A gekämpft hatte.
Im November 1999 bildeten Biel, Gadet und weitere Nuer-Milizionäre das Upper Nile Provisional United Military Command Council (UMCC) um die Regierungsgegner im Bundesstaat zu koordinieren.
Sie waren dabei vor allem mit Riek Machar unzufrieden, der mit der Regierung zusammenarbeitete, obwohl die Regierung des Sudan das Khartoum Peace Agreement 1997 nicht respektierte und die Kontrolle über die Ölfelder nicht den Nuer-Milizen überlassen hatte.
Riek Machar trat Ende des Jahres aus der Regierung zurück und im Februar 2000 bildete er die Sudan People’s Defense Forces/Democratic Front (SPDF). Eine Zeit lang kooperierten UMCC und SPDF, aber das Arrangement zerbrach, als die Regierung Machar mit Waffen und Munition ausstattete um alte Rechnungen mit den Einheiten SPLA/Gadet zu begleichen.
Später im Jahr 2000 schloss sich Tito Biel wieder Riek Machars SPDF an.
Er verbrachte dann mehrere Monate ab dem März 2000 in Nairobi, Kenia, mith Riek Machar und anderen Milizionären.
Anfang 2001 kehrte Tito Biel mit Riek Machar nach Eastern Upper Nile zurück, wo die beiden Unterstützung für die SPDF-Miliz zusammentrommeln wollten.
Anfang Februar 2002 schloss sich Tito Biel wieder der Regierung des Sudan an, beleidigt, dass er nicht in Riek Machars Deal mit John Garang einbezogen wurde, sich der SPLA anzuschließen. Später stieß Peter Gadet zu ihm.